# 野端啓夫
野端 啓男（のばた ひろお、1949年7月30日 - ）は、元アマチュア野球選手・指導者である。ポジションは外野手。

## 来歴・人物
小倉高校高校卒業後に慶應義塾大学に入学し、外野手として活躍した。
大学卒業後は、社会人野球の三菱重工三原のチームに入団し、監督も務め、1982年の日本選手権でチームの初出場を果たした。
1992年のバルセロナオリンピック日本代表ではコーチに選ばれた。
その後は、選抜高校野球選考委員、日本野球連盟の専務理事、副会長を歴任した。2009年には三菱重工印刷紙工機販の取締役社長に就任。